# Теорія протікання

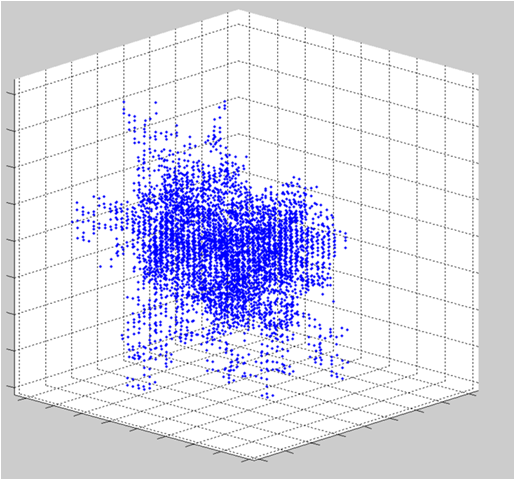
Тривимірний граф вузлів.

Теорія протікання або теорія перколяції (англ. percolation theory) — математична теорія, яка описує властивості зв'язаних кластерів на випадковому графі. Теорія знайшла застосування в описі явища перколяції в статистичній фізиці та матеріалознавстві.

## Вступ
Назва теорії, що відображає її мету, походить з такої задачі. Нехай в пористий матеріал заливається рідина. Чи просочиться вона через мережу пор аж до протилежного боку? Математично цю фізичну задачу моделюють тривимірною мережею на ґратці розмірністю n × n × n вузлів. Сусідні вузли сполучені між собою шляхами, які  можуть з імовірністю  p бути відкритими. Яка ймовірність того, що в системі існує наскрізний ланцюжок відкритих шляхів? Особливо цікава поведінка при великих n. Поставлена так задача, що отримала назву перколяції зв'язків, була сформульована Бродбентом та Гаммерслі в 1950-х, після чого почалося й продовжується її дослідження фізиками та математиками.
Дещо по іншому формулюється задача перколяції вузлів. Припускається, що вузол може бути з імовірністю p заповненим. В протилежному випадку він є порожнім. Питання не змінюється: яка імовірність існування наскрізного графу? Або по іншому: при якому p  порожні вузли стануть незв'язаними?
Задачу можна розв'язувати для ґратки будь-яких розмірів. Насправді її легше розв'язати для нескінченної ґратки. У цьому випадку питання ставиться так: чи існує нескінченний відкритий кластер? За законом нуля і одиниці Колмогорова для заданого p імовірність існування нескінченного кластера може бути або нулем, або одиницею.  Оскільки ймовірність монотонно зростає з ростом p, повинна існувати порогова, критична йомовірність pc, нижче якої імовірність існуння нескінченного кластера завжди нуль, а вище - одиниця. Цю критичність дуже легко спостерігати на практиці. Навіть для невеликого n = 100, ймовірність відкритого наскрізного шляху  дуже різко зростає від майже нульових значень, до майже одиничних, у дуже невеличкому проміжку p. 

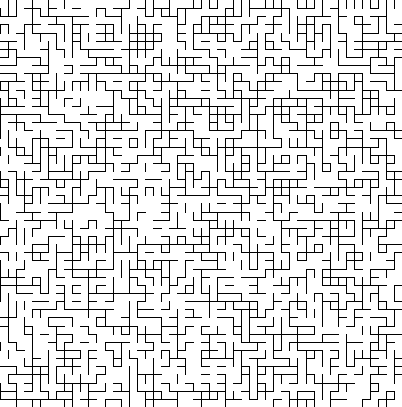
Перколяція зв'язків на двовимірній квадратній ґратці при ймовірності p = 0,51.

У деяких випадках  pc можна розрахувати точно. Наприклад, для двовимірної квадратної ґратки  Z2  в задачі зв'язків pc = 1/2. Цей факт залишався недоведеним упродовж 20 років, доки на початку 1908-х роз'язок не знайшов  Гаррі Кестен.  Граничний випадок ґраток із багатьма розмірностями дається ґраткою Бете, для якої поріг становить pc = 1/(z − 1), де  z — координаційне число.  Для більшості нескінченних графів точного значення pc знайти неможливо.

## Універсальність
Принцип універсальності стверджує, що числове значення pc визначається локальною структурою графа, тоді як поведінка кластерів нижче і вище критичного значення не залежить від локальної структури, а тому в певному сенсі цю поведінку розглядати природніше, ніж саме pc. Універсальність означає також, що для заданої розмірності різні критичні індекси, фрактальна розмірність кластера при pc не залежать від типу ґратки (наприклад, від того чи розглядається задача зв'язків чи задача вузлів). Однако, недавні дослідження перколяції на зваженій планарній стохастичній ґратці показали, що попри те, що розмірність ґратки збігається з простором, на якому вона збудована, її клас універсальності відрізняється від класу універсальності всіх відомих планарних ґратках.

## Фази

### Підкритична та надкритична
Основною властивістю підкритичної фази є "експоненціальне згасання". Тобто, коли p < pc, імовірність того, що певний вузол належить відкритому кластеру розміру r за експоненційним законом.  Це було доказано для трьох та більшого числа вимірів Меньшиковим 1986 року та незалежно Айзенманам і Барським у 1987. Для двох вимірів це твердження було частиною доказу Кестена, що pc = 1/2.
Двоїстий граф квадратної ґратки Z2 є також квадратною ґраткою.  Наслідком цього є те, що в двох вимірах надкритична фаза є двоїстою до підритичної перколяції. Цей факт дає повну інформацію для надкритичної фази при d = 2. Головним результатом для надкритичної фази розмірності три і більше є те, що існує нескінчений відкритий кластер на двовимірному зрізі Z2 × [0, N]d−2, як довели Грімметт та Марстран у 1990.
У двох вимірах при p < 1/2 існує з імовірністю 1 нескінченний закритий кластер.  Тому підкритичну фазу можна описати як скінченні відкритиі острови в  нескінченному закритому океані. Коли  p > 1/2 ситуація протилежна — закриті острови у відкритому океані. Картина складніша, коли  d ≥ 3, оскільки pc < 1/2, і нескінченні закриті та відкриті кластери можуть співіснувати в проміжку p між pc та 1 − pc.

### Критична
У критичній точці  p = pc модель має сингулярність, що вважається степеневою. Теорія масштабування передбачає існування критичного показника, що залежить від розмірності системи d, і що визначає клас сингулярності. Коли d = 2, це припущення підтримується міркуваннями з конформної теорії поля та еволюції Шрамма-Левнера і дає гіпотетичні числові значення для критичних індексів. Більшість з цих припущень мають гіпотетичний характер, крім тих випадків, коли  d задовольняє умови d = 2 або  d ≥ 19. Серед них:
- Не існує нескінченних кластерів (ні відкритих, ні закритих)
- Імовірність існування відкритого шлаху між фіксованою точкою та іншим вузлом на відстані  r спадає поліноміально, тобто пропорційна r α для деякого α
  - Показник α не залежить від конкретного вибору ґратки чи від інших локальних параметрів. Він залежить тільки від розмірності  d (це прояв принципу універсальності).
  - αd зменшується від d = 2 до d = 6, а надалі залишається сталим.
  - α2 = −5/48
  - α6 = −1.
- Форма великого кластера в двовимірній системі конформаційно інваріантна.

Дивіться Grimmett, (1999)..
Для розмірності ≥ 19 ці факти доволяться в принципі за допомогою техніки, що називається мереживним розкладом.  Вважається, що якась версія мереживного розкладу повинна існувати для розмірності понад 7 і вривати на порогову розмірність 6. Зв'язок між перколяцією та мережевним розкладом можна знайти в роботі Хари та Слейда.
Для розмірності 2, факт відсутності протікання в критичній фазі доведено для багатьох ґраток через двоїстість. Значний прогрес у вивченні двовимірної перколяції було зроблено завдяки припущенню Одеда Шрамма, що граничний масштаб для великого кластера можна описати, використовуючи еволюцію Шрамма-Левнера. Цю гіпотезу доказав 2001 року Смирнов для спеціального випадку вузлової перколяції на трикутній ґратці.

## Моделі
- Першою вивченою моделлю була перколяція Бернуллі, в якій усі зв'язки незалежні. Фізики її називають перколяцією зв'язків.
- Узагальнення внесла модель випадкових кластерів Фортюена-Кастелена, що має численні зв'язки з моделлю Ізінга.
- Перколяція Бернуллі на повному графі є прикладом випадкового графу. Критична імовірність дорівнює p = 1/N, де N є числом вузлів на графі.
- Бутстреп-перколяція[12] вилучає з кластерів активні вузли, що мають надто мало активних сусідів, а тоді досліджує зв'язність тих вузлів, що залишилисся.
- Направлена перколяція має відношення до вивчення процесів контакту в математиці.
- Перколяція першого проходу.
- Інвазивна перколяція.
- Перколяція зі зв'язками залежності[13].
- Перколяція в моделі поширення думок[14].
- Перколяція при локальній атаці, запропонована Березіним[15].
- Перколяція вуличного руху[16].
- Перколяція з відновленням вузлів та зв'язків[17].